# Elda

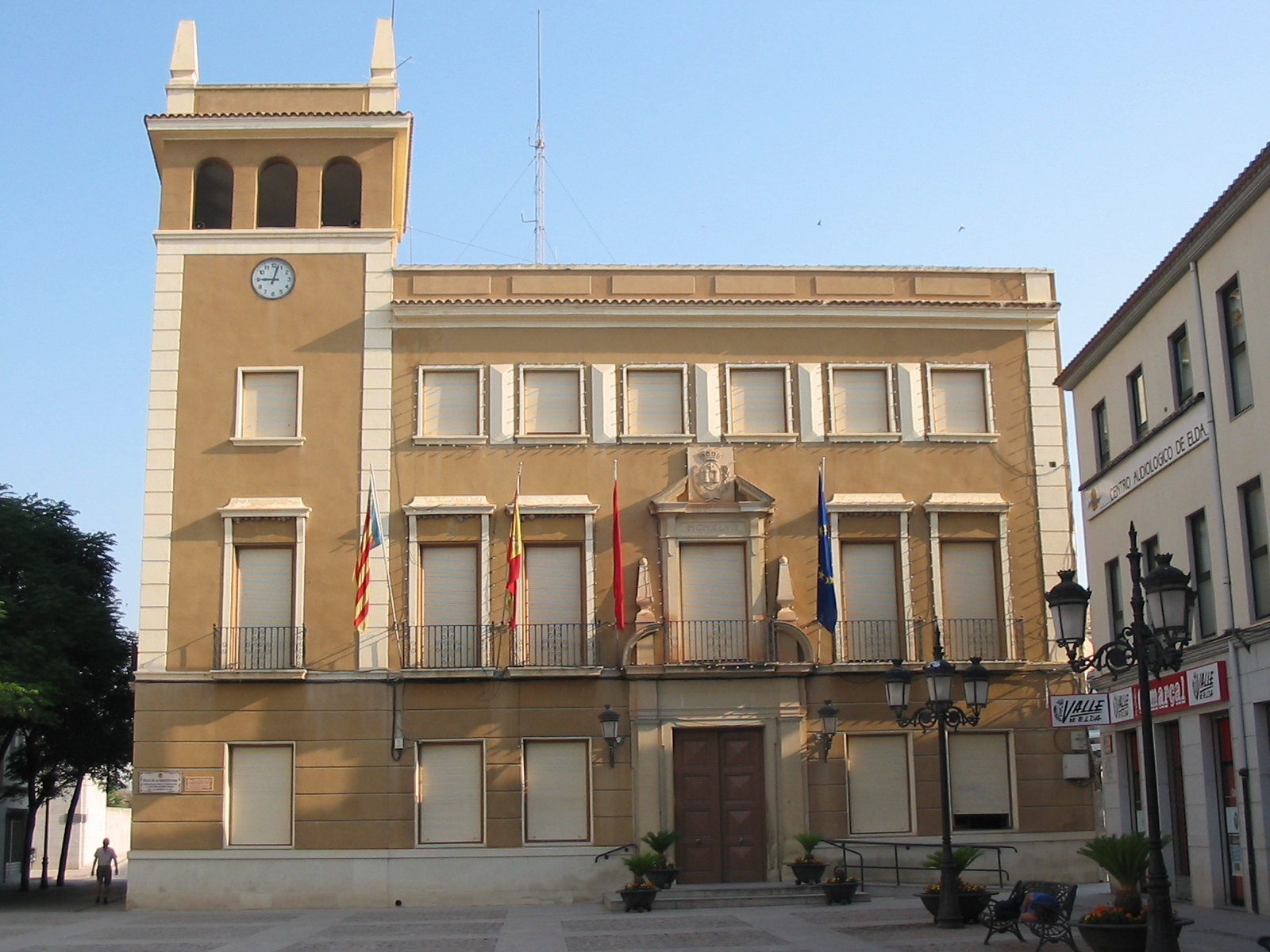
Elda – ratusz miejski

Elda – miasto w południowo-wschodniej Hiszpanii, w prowincji Alicante.
- Liczba mieszkańców: 55 571
- Powierzchnia miasta: 44.86 km²

W mieście rozwinął się przemysł skórzany oraz papierniczy.